# Ladyva
Ladyva (eigentlich Vanessa Sabrina Gnaegi), (* 8. Dezember 1988 in Ipsach) ist eine Schweizer Boogie-Woogie-, Blues- und Jazz-Pianistin.

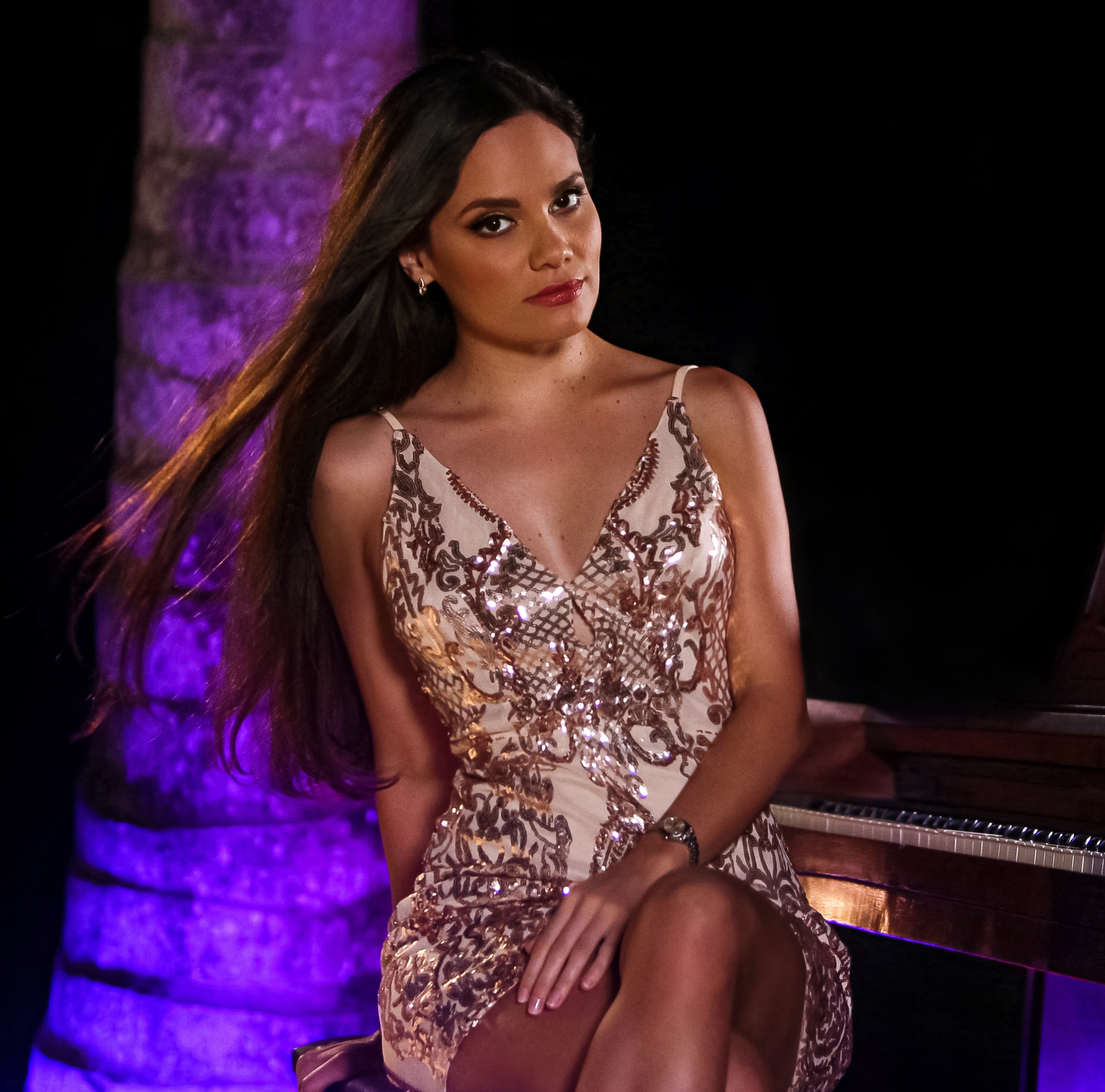
Ladyva, 2021

## Leben und Wirken
Ladyva begann im Alter von 14 Jahren mit dem Klavierspiel, inspiriert von den Legenden des Boogie-Woogie. Zwei Jahre später stand sie zusammen mit ihrem Bruder Pascal Silva auf der Bühne. Es folgten diverse Fernsehauftritte (Heiteren Festival Zofingen, ZDF Fernsehgarten / Glanz und Gloria etc.).
Im Jahr 2009 erschien ihr erstes Album Vanessa G - The Boogie Woogie Lady unter dem Künstlernamen Vanessa G. Auch in ihrer zweiten Heimat, der Dominikanischen Republik, musiziert sie erfolgreich. 2011 wurde sie von der Universal Music Group unter Vertrag genommen. Danach folgten Auftritte bei diversen Boogie-Woogie-Festivals in Deutschland.
Im September 2015 trat sie bei Jerry Lee Lewis’ „80th Birthday Farewell UK Tour“ im London Palladium und in Glasgow im Clyde Auditorium auf. Am 16. Oktober 2015 spielte sie live in der Fernsehshow „The Late Late Show“ auf RTÉ One in Irland. Weiter war sie im November auf TV-Tour in Bulgarien, unter anderem in Sendungen wie Slavi’s Show auf BTV und den Miss-Bulgarien-Wahlen. Danach trat sie an den Cigar Awards im Boisdale Club in Canary Wharf, London, auf. Burt Reynolds und Jonathan Ross zählten zu den Gästen.
Im Mai 2016 wurde Ladyva von Jools Holland zu dessen jährlichem "Boogie-Woogie & Blues Spectacular" eingeladen. Am 12. Dezember 2016 spielte sie erneut bei den Cigar Awards. Im Publikum sassen Charlie Sheen und Kelsey Grammer. Es folgten Auftritte bei Festivals in Frankreich, Spanien und Deutschland, zusammen mit Silvan Zingg. Am 'International Boogie-Woogie-Festival' in Lugano stellten sie am 22. April 2017 ihre gemeinsame CD Beloved Boogie Woogie vor.
Im August 2017 und 2022 trat Ladyva beim grössten Boogie-Woogie-Festival der Welt auf, dem „Festival International de Boogie Woogie de La Roquebrou“ in Frankreich.
Im Herbst 2017 gewann Ladyva Jools Hollands Auszeichnung als „Best Boogie Woogie Pianist 2017“ bei den Boisdale Music Awards in London. Danach veröffentlichte sie ihr drittes Album 8 To The Bar.
Ladyva sang im November 2017 beim „Beatles-Symphonic“-Konzert im London Coliseum den Song „Something“, begleitet wurde sie vom London Concert Orchestra. Mit von der Partie waren Stars wie Bonnie Tyler.
2018 wurde sie eingeladen, in der britischen TV-Sendung „Loose Women“ auf ITV live aufzutreten.
Noch im selben Jahr wurde sie erneut zum "Boogie-Woogie & Blues Spectacular" eingeladen, organisiert von Jools Holland. Diesmal mit dabei war “Dr. House” alias Hugh Laurie.
Ladyva trat an vielen Jazz- und Boogie-Festivals weltweit auf.
Ladyvas Stück „Quarantine Boogie“ ging 2020 viral auf YouTube. 2021 erschien ihre neue Single Ladyva’s Stomp.
Ladyva erhielt am 28. September 2022 Jools Hollands Auszeichnung als "Boogie Woogie Artist Of The Year" bei den Boisdale Music Awards in London. Im Dezember 2022 hatte sie zusammen mit Kool & the Gang einen Auftritt bei den Pyramiden von Gizeh in Ägypten.
Am 8. Dezember 2023 veröffentlichte Ladyva ihr viertes Album Steam Train Boogie.
Im November 2024 trat sie im Rahmen von Jools Hollands Großbritannien-Tournee in renommierten Konzertsälen wie der Symphony Hall in Birmingham und der Royal Albert Hall in London auf.
Im Juli 2025 verzeichnet Ladyvas YouTube-Kanal über 120 Millionen Aufrufe.

## Auszeichnungen
- 2017 Boisdale Music Awards hosted by Jools Holland „Best Boogie Woogie Pianist 2017“
- 2022 YouTube Silver Creator Award "Ladyva - Passing 100'000 subscribers"[27][28]
- 2022 Boisdale Music Awards hosted by Jools Holland „Boogie Woogie Artist Of The Year“

## Diskografie
- 2009: Vanessa G - The Boogie Woogie Lady
- 2016: The New Orleans Experience - Jazz Ascona Festival Sampler-CD
- 2016: Ladyva & Silvan Zingg - Beloved Boogie Woogie
- 2017: Ladyva - 8 To The Bar
- 2021: Ladyva - Ladyva's Stomp
- 2023: Ladyva - Steam Train Boogie